# Stadio Giovanni Invernizzi
Lo stadio comunale di Abbiategrasso, maggiormente noto come Stadio comunale Giovanni Invernizzi, è un impianto multifunzionale di Abbiategrasso, sito in viale Gian Galeazzo Sforza, ed intitolato nel 2007 all'ex calciatore Giovanni Invernizzi.